# Sargus nigripes
Sargus nigripes är en tvåvingeart som först beskrevs av Lindner 1955.  Sargus nigripes ingår i släktet Sargus och familjen vapenflugor.
Artens utbredningsområde är Burundi. Inga underarter finns listade i Catalogue of Life.